# 華製新漢語
華製新漢語指的是西學東漸之後，由中國人或中國人與外國人合作翻譯西方書籍時，所創製的新名詞，和今天所說的“和製漢語”相對。主要見於《幾何原本》、《萬國公法》、《海國圖志》、《英華字典》、《佐治芻言》以及其他西學書籍的漢譯本中，比較著名的如嚴復，今天大多已經廢止不用，但是《海國圖志》和《萬國公法》的名詞則大多數流傳下來，還被翻譯到日本，成為了日後日語創作和製漢語的重要基礎。

## 外部連結
- 華製新漢語一覽